# Kup Maršala Tita 1965-1966
La Kup Maršala Tita 1965-1966 fu la 19ª edizione della Coppa di Jugoslavia. 2463 squadre parteciparono alle qualificazioni (estate ed autunno 1965), 16 furono quelle che raggiunsero la coppa vera e propria, che si disputò dal 27 febbraio al 26 maggio 1966.
Il detentore era la Dinamo Zagabria, che in questa edizione fu sconfitta in finale.
Il trofeo fu vinto dal OFK Belgrado che, appunto, sconfisse in finale la Dinamo Zagabria. Per i belgradesi fu il quarto (quinto in totale, contando anche la Kup Sedmorice 1934) ed ultimo titolo in questa competizione.

Grazie al successo, l'OFK ottenne l'accesso alla Coppa delle Coppe 1966-1967.
Il Vojvodina, vincitore del campionato, uscì ai sedicesimi di finale.

## Qualificazioni
```
Questa una delle partite della coppa di 
Voivodina
:
[
5
]

Novi Sad - Proleter Zrenjanin           1-0
```

### Primo turno
| Squadra 1            | Risultato | Squadra 2          |           |
| -------------------- | --------- | ------------------ | --------- |
| (3) Neretva Metković | 2 – 6     | Hajduk Spalato (1) | hajduk.hr |

### Secondo turno
| Squadra 1            | Risultato | Squadra 2           |                                                                   |
| -------------------- | --------- | ------------------- | ----------------------------------------------------------------- |
| (1) Hajduk Spalato   | 4 – 0     | Sebenico (2)        | hajduk.hr                                                         |
| (2) Varteks Varaždin | 0 – 1     | Dinamo Zagabria (2) | gnkdinamo.hr Archiviato il 20 settembre 2021 in Internet Archive. |

### Sedicesimi di finale
| Squadra 1              | Risultato | Squadra 2           |                                                                         |
| ---------------------- | --------- | ------------------- | ----------------------------------------------------------------------- |
| (1) Hajduk Spalato     | 5 – 1     | Omladinac Zadar (3) | hajduk.hr                                                               |
| (1) Dinamo Zagabria    | 8 – 0     | Segesta (2)         | gnkdinamo.hr Archiviato il 20 settembre 2021 in Internet Archive.       |
| (2) Borac Čačak        | 0 – 4     | Partizan (1)        | partizanopedia.rs                                                       |
| (3) Mladost S. Palanka | 5 – 2     | Vojvodina (1)       | fkvojvodina.com                                                         |
| (3) Aluminij           | 2 – 1     | Maribor (2)         | nkmaribor.com                                                           |
| (2) Novi Sad           | 0 – 2     | Stella Rossa (1)    | redstarbelgrade.rs Archiviato il 10 settembre 2021 in Internet Archive. |

## Ottavi di finale
| Squadra 1            | Risultato             | Squadra 2              |
| -------------------- | --------------------- | ---------------------- |
| (3) Aluminij         | 0 – 4                 | Slavonija Osijek (2)   |
| (2) Bačka B. Palanka | 2 – 3                 | Vardar (1)             |
| (1) Hajduk Spalato   | 0 – 0 (dts) (3-4 dtr) | Dinamo Zagabria (1)    |
| (1) Rijeka           | 3 – 1                 | Partizan (1)           |
| (2) Sloboda Tuzla    | 5 – 0                 | Mladost S. Palanka (3) |
| (2) Sutjeska         | 3 – 3 (dts) (5-7 dtr) | OFK Belgrado (1)       |
| (2) FK Trepča        | 3 – 1                 | Stella Rossa (1)       |
| (1) Željezničar      | 0 – 1                 | Srem (2)               |

## Quarti di finale
| Squadra 1            | Risultato             | Squadra 2         |
| -------------------- | --------------------- | ----------------- |
| (1) Dinamo Zagabria  | 1 – 0                 | FK Trepča (2)     |
| (2) Slavonija Osijek | 2 – 1                 | Rijeka (1)        |
| (2) Srem             | 1 – 2                 | OFK Belgrado (1)  |
| (1) Vardar           | 0 – 0 (dts) (3-4 dtr) | Sloboda Tuzla (2) |

## Semifinali
| Squadra 1            | Risultato | Squadra 2           |
| -------------------- | --------- | ------------------- |
| (1) OFK Belgrado     | 2 – 0     | Sloboda Tuzla (2)   |
| (2) Slavonija Osijek | 1 – 5     | Dinamo Zagabria (1) |

## Finale
| Arbitro: | A. Šestić (Mostar) |

|                                                      |           |                   |
| Skoblar 10’, 43’ Santrač 17’, 36’ Samardžić 63’, 85’ | Marcatori | 29’ Kiš 87’ Lamza |

| OFK Belgrado | Dinamo |

|               |  |                      |  |
|               |  |                      |  |
| P             |  | Bratislav Đorđević   |  |
| D             |  | Miroslav Milovanović |  |
| D             |  | Todor Grujić         |  |
| D             |  | Stojan Vukašinović   |  |
| D             |  | Blagomir Krivokuća   |  |
| C             |  | Dragan Gugleta       |  |
| C             |  | Zoran Dakić          |  |
| C             |  | Sreten Banović       |  |
| A             |  | Spasoje Samardžić    |  |
| A             |  | Slobodan Santrač     |  |
| A             |  | Josip Skoblar        |  |
| Allenatore:   |  |                      |  |
| Dragiša Milić |  |                      |  |

|              |  |                  |  |
|              |  |                  |  |
| P            |  | Zlatko Škorić    |  |
| D            |  | Rudolf Cvek      |  |
| D            |  | Petar Lončarić   |  |
| D            |  | Branko Gračanin  |  |
| D            |  | Mladen Ramljak   |  |
| C            |  | Miljenko Puljčan |  |
| C            |  | Ivica Pavić      |  |
| C            |  | Stjepan Lamza    |  |
| A            |  | Josip Gucmirtl   |  |
| A            |  | Slaven Zambata   |  |
| A            |  | Ivica Kiš        |  |
| Allenatore:  |  |                  |  |
| Branko Zebec |  |                  |  |